# Litoria ewingii
Litoria ewingii és una espècie de granota que viu a Austràlia (incloent-hi l'illa de Tasmània) i Nova Zelanda (on ha estat introduïda).